# Silvia Poll
Silvia Poll (n. 24 septembrie 1970, Managua, Nicaragua) este o înotătoare costaricană, medaliată olimpică. A participat la 2 ediții ale Jocurilor Olimpice (1988, 1992) în care a câștigat o medalie de argint.